# ماري ثارب
ماري ثارب (بالإنجليزية: Marie Tharp) (30 يوليو 1920 - 23 أغسطس 2006) عالمة جيولوجيا ومحيطات ورسامة خرائط أمريكية. رسمت أول خريطة علمية لأرضية المحيط الأطلسي بالشراكة مع بروس هيزن. كشف عمل ثارب عن التضاريس التفصيلية والمشهد الجغرافي متعدد الأبعاد لقاع المحيط. وكشفت أعمالها أيضًا عن وجود وادٍ متصدع يمتد على طول محور أعراف منتصف الأطلسي، ما تسبب بحدوث نقلة نوعية في علوم الأرض أدت إلى قبول نظريات الصفائح التكتونية والانجراف القاري.

## نشأتها
والدة ماري هي بيرثا لويز ثارب، التي عملت مدرّسة للغتين الألمانية واللاتينية، ووالدها هو وليام إدغار ثارب، خبير مساح لوزارة الزراعة في الولايات المتحدة. غالبًا ما كانت تساعده ماري في هذه المهمة، ما أعطاها مقدمة مبكرة لرسم الخرائط. نظرًا لطبيعة عمل وليام ثارب، فقد تنقلت العائلة بشكل مستمر حتى استقرت أخيرًا بعد تقاعده في عام 1931. وبسبب تلك التنقلات، التحقت ماري بأكثر من 20 مدرسة عامة في ألاباما وأيوا وميشيغان وانديانا. انتقل وليام وبقية أفراد الأسرة بعد تقاعده إلى مزرعة في بلفونتين، ولاية أوهايو حيث تخرجت ماري بعد فترة قصيرة من المدرسة الثانوية.
أخذت ماري استراحة لمدة عام قبل الذهاب إلى الكلية، بسبب تأثير والدتها المعلمة، فقد كانت تخطط أن تصبح معلمة أيضًا. بقيت في المزرعة لتقدم المساعدة بعد وفاة والدتها، ثم التحقت بالكلية في ما بعد.
بناءً على نصيحة والدها لاختيار مجال الدراسة الذي كانت تحبه وأنه سيوفر لها عملًا وأمنًا ماديًا، فقد تخرجت ثارب من جامعة أوهايو في عام 1943 بدرجة البكالوريوس في اللغة الإنجليزية والموسيقى وأربعة اختصاصات فرعية أخرى. كانت الحرب العالمية الثانية تعني تعيين المزيد من النساء في مهن مثل جيولوجيا النفط، التي كانت في ذلك الوقت مهنة محصورة بالرجال فقط. بعد أن حصلت على درجة في الجيولوجيا من أوهايو، عُينت ثارب في جامعة ميشيغان في برنامج جيولوجيا النفط آن أربور، حيث أكملت درجة الماجستير. كانت قفزة ثارب إلى مهنة في علوم الأرض أمرًا غير عادي بالنظر إلى التمييز الطويل الأمد ضد المرأة في هذا المجال، إذ كانت نسبة النساء الحاصلات على شهادة الدكتوراه في جميع علوم الأرض لا تتجاوز 4% في ذلك الوقت. حصلت على عمل في شركة ستنادرد أويل آند غاز في تلسا. ولكنها لم تجده عملًا مرضيًا لها، ونالت شهادة البكالوريوس في الرياضيات من جامعة تلسا أثناء عملها كجيولوجية في شركة ستانوليند أويل.
في عام 1948، انتقلت إلى نيويورك لتعمل مع موريس إوينغ، وهو مؤسس مرصد لامونت الجيولوجي في جامعة كولومبيا، ما ساعد في انطلاقتها المهنية.

## حياتها المهنية
انتقلت ثارب إلى نيويورك في عام 1948، حيث عملت لدى موريس إوينغ في مختبر لامونت الجيولوجي (المعروف الآن باسم مرصد لامونت دوهرتي للأرض) في جامعة كولومبيا، في البداية كرسامة خرائط عامة. قبل أوائل الخمسينيات، لم يعرف العلماء سوى القليل عن بنية قاع المحيط. كانت دراسة مجال الجيولوجيا على الأرض أرخص وأسهل، ولكن لم يمكن تحقيق الفكرة الكاملة لهيكل الأرض دون معرفة بنية وتطور قاع البحر. كانت ماري ثارب واحدة من أُوَل النساء اللاتي عملن في مرصد لامونت الجيولوجي، وهناك قابلت ثارب بروس هيزن. استخدما في بداية عملهما معًا بيانات فوتوغرافية لتحديد مواقع الطائرات التي سقطت أثناء الحرب العالمية الثانية. بعد بداية عملها، ترقت بشكل مستمر من عام 1952 إلى عام 1968، وبعد إنهاء عملها، انتقلت إلى وضع الممول بمنحة بسبب سياسة المختبر، بما في ذلك هيزن (وبقيت في منصب ممول بمنحة حتى وفاة هيزن في عام 1977). بدأ الاثنان العمل لرسم خريطة طوبوغرافيا قاع المحيط. خلال الأعوام الثماني عشرة الأولى من تعاونهما، جمع هيزن بيانات قياس الأعماق على متن سفينة الأبحاث «فيما»، بينما قامت ثارب برسم خرائط استنادًا لتلك البيانات، وهذا بسبب استبعاد النساء عن العمل على ظهر السفينة في ذلك الوقت. رغم منعها من إجراء البحوث في عرض البحر في وقت مبكر من حياتها المهنية بسبب جنسها، فقد تمكنت لاحقًا من الانضمام إلى بعثة جمع البيانات في عام 1968. استخدمت ثارب بشكل مستقل البيانات التي جُمعت من سفينة الأبحاث «أتلانتس» الخاصة بمعهد وودز هول لعلوم المحيطات، وبيانات رصد الزلازل من الزلازل تحت البحر. يمثل عملها مع هيزن أول محاولة منهجية لرسم خريطة لقاع المحيط بأكمله.
في عام 1952، واءمت ثارب ملفات السبر من أتلانتس، والتي التُقطت خلال 1946-1952، وملف سبر واحد من السفينة البحرية ستيوارت التُقط خلال عام 1921. وقد أنشأت ما يقارب ستة ملفات تمتد من الغرب إلى الشرق عبر شمال الأطلسي. تمكنت من خلال هذه الملفات من فحص قياس الأعماق في الأجزاء الشمالية من أعراف منتصف الأطلسي. حددت ثارب بنية اصطفاف على شكل حرف «V» تمتد من خلال محور التلال واعتقدت أنها قد تكون واديًا متصدعًا. أعربت عن اعتقادها أن الوادي المتصدع قد تشكل عندما طفت مادة جديدة إلى السطح، ما باعد بين جانبي التلال. كان هيزن غير مقتنع في البداية لأن الفكرة كانت ستدعم الانجراف القاري، والتي كانت نظرية مثيرة للجدل آنذاك. إذ اعتقد الكثير من العلماء بمن فيهم هيزن في ذلك الوقت أن الانجراف القاري كان مستحيلًا. بدلًا من ذلك، كان يفضل فرضية تمدد الأرض لفترة من الزمن، وسخر من نظريتها ووصفها بـ«كلام فتيات».
بعدها بوقت قصير، عيّن هيزن «هوارد فوستر» لرسم موقع لمراكز الزلزال في المحيطات لمشروع يتصل بالتيارات العكرة واسعة النطاق لزلازل البحر. أثبت إنشاء خريطة مركز الزلزال السطحي كونه مجموعة بيانات ثانوية مفيدة لفحص قياس الأعماق لقمة أعراف منتصف الأطلسي. كانت خريطة فوستر لمركز الزلازل مغطاة بملف ثارب الخاص بحوض أعراف منتصف الأطلسي، وأصبح من الواضح أن موقع هذه الزلازل يتماشى مع وادي ثارب المتصدع. بعد تجميع مصفوفتي المعلومات معًا، أصبحت ثارب واثقة بأن الوادي المتصدع كان موجودًا في الواقع في قمة الأعراف. بعدما رأى هيزن التوافق بين مركز الزلزال السطحي ووادي ثارب المتصدع، تقبل فرضيتها، واتجه إلى النظريات البديلة للصفائح التكتونية والانجراف القاري.
نشر ثارب وهيزن أول خريطة فيزيوغرافية لشمال الأطلسي في عام 1957. ومع ذلك، لا يظهر اسم ثارب في أي من الأوراق البحثية الرئيسية حول الصفائح التكتونية التي نشرها هو وآخرون بين عامي 1959 و1963. واصلت ثارب العمل مع مساعدين من الطلاب الخريجين لتوسيع الخريطة لمدى الوادي المتصدع المركزي. انتهت ثارب إلى أن الوادي المتصدع يمتد على طول أعراف منتصف الأطلسي إلى جنوب المحيط الأطلسي، ووجدت أيضًا بنية وادٍ مشابه في المحيط الهندي، والبحر العربي، والبحر الأحمر، وخليج عدن، ما يشير إلى وجود منطقة محيطية متصدعة تمتد عبر الكوكب. بعد ذلك، وبالتعاون مع رسام المناظر الطبيعية النمساوي هنريك بيرنان، نشرت ثارب وهيزن خريطتهما لكامل قاع المحيط في عام 1977 (وهو العام الذي تصدف فيه وفاة هيزن أيضًا). على الرغم من الاعتراف بفضلها وعملها، فقد كان هيزن هو من حصل على التقدير في ذلك الوقت عام 1956، ونُشرت الخريطة من قبل مكتب البحوث البحرية في عام 1977.
بعد وفاة هيزن، استمرت ثارب في العمل في هيئة التدريس في جامعة كولومبيا حتى عام 1983، و أدارت بعد ذلك شركة لتوزيع الخرائط في جنوب نياك بعد تقاعدها. تبرعت ثارب بمجموعة الخرائط والملاحظات الخاصة بها إلى قسم الخرائط والجغرافيا في مكتبة الكونغرس عام 1995. وفي عام 1997، تلقت مرتبة الشرف المزدوجة من مكتبة الكونغرس، وسُميت بهذا التكريم كواحدة من أعظم رسامي الخرائط الأربعة في القرن العشرين، وأُدرج عملها في معرض الاحتفال بالذكرى المئوية لشعبة الجغرافيا والخرائط. في عام 2001، حصلت ثارب على جائزة لامونت-دوهرتي هيرتيج السنوية الأولى في مؤسستها في الوطن عن عملها في الحياة كرائدة في علم المحيطات.
توفيت ثارب بمرض السرطان في نياك، نيويورك في 23 أغسطس 2006 عن عمر يناهز 86 عامًا.

## الحياة الشخصية
في عام 1948 تزوجت من ديفيد فلاناغان وانتقلت معه إلى نيويورك. لكن الزوجين انفصلا في عام 1952.